# حشره‌خوار بوچارا
 حشره‌خوار بوچارا (نام علمی: Sorex buchariensis) نام یک گونه از سرده حشره‌خوارهای دم‌دراز است.